# Драгівська сільська територіальна громада
Драгівська сільська громада — об'єднана територіальна громада в Україні, в Хустському районі Закарпатської області. 
Адміністративний центр — село Драгово. 
Площа становить 148,1 км².
Населення - 13821 ос. (2020р.).

## Історія
Утворена 12 червня 2020 року шляхом об'єднання сільських рад Хустського району:
1. Драгівської
2. Вільшанівської
3. Золотарівської
4. Забрідської

## Населені пункти
У складі громади 7 сіл:
1. Драгово
2. Забереж
3. Кічерели
4. Становець
5. Вільшани
6. Золотарьово
7. Забрідь

## СТАРОСТИНСЬКІ ОКРУГИ
На території Драгівської сільської громади створено 2 старостинські округи:
1. Золотарівський старостинський округ. Староста Золотарівського старостинського округу СЛИВКА Василь Антонович[3]
2. Забрідсько-Вільшанський старостинський округ.